# Iglesia de San Diego de Alcalá (Guadalajara)
La iglesia de San Diego de Alcalá es un templo católico situado en el barrio de Aguas Vivas de la ciudad de Guadalajara (España). Originalmente era conocida como iglesia de la Asunción y era el templo de la localidad de El Atance, hasta que fue trasladado piedra a piedra a Guadalajara cuando fue construido el embalse de El Atance que anegó su ubicación original.
La iglesia mezcla los estilos gótico renacentista del siglo XVI. Durante las obras de traslado se encontraron unas pinturas murales del siglo XVI detrás de un retablo que fueron restauradas por la Facultad de Bellas Artes de la Universidad Complutense de Madrid, con la colaboración de Ibercaja y de la Diócesis de Sigüenza-Guadalajara, y que en 2009 fueron trasladadas al Museo Diocesano de Arte Antiguo de Sigüenza.
El pueblo de El Atance se encontraba en la confluencia entre el río Salado y el arroyo de la Hoz, en el término municipal de Sigüenza. La construcción del pantano de El Atance por la Confederación Hidrográfica del Tajo se inició en 1996. Los trabajos de traslado de la iglesia, asumidos por el Ministerio de Medio Ambiente, comenzaron en enero de 2001. En octubre se iniciaron las obras de reedificación en Guadalajara, que se prolongaron hasta marzo de 2005, con un coste final cercano a los 2,5 millones de euros.